# Slalomvärldsmästerskapen i kanotsport 2005
Slalomvärldsmästerskapen i kanotsport 2005 anordnades i Penrith, Australien. 

## Medaljsummering

### Medaljtabell
| Pl.    | Nation         | Guld | Silver | Brons | Totalt |
| ------ | -------------- | ---- | ------ | ----- | ------ |
| 1      | Tyskland       | 2    | 2      | 1     | 5      |
| 1      | Frankrike      | 2    | 2      | 1     | 5      |
| 3      | Slovakien      | 1    | 1      | 2     | 4      |
| 4      | Tjeckien       | 1    | 0      | 1     | 2      |
| 5      | Australien     | 1    | 0      | 0     | 1      |
| 6      | Italien        | 0    | 1      | 0     | 1      |
| 6      | Storbritannien | 0    | 1      | 0     | 1      |
| 8      | Österrike      | 0    | 0      | 1     | 1      |
| 8      | Slovenien      | 0    | 0      | 1     | 1      |
| Totalt | Totalt         | 7    | 7      | 7     | 21     |

### Herrar
| Gren                          | Guld                                                                                            | Poäng  | Silver                                                                                                  | Poäng  | Brons                                                                                                | Poäng  |
| C-1                           | Robin Bell (AUS)                                                                                | 209,26 | Tony Estanguet (FRA)                                                                                    | 209,47 | Michal Martikán (SVK)                                                                                | 210,64 |
| C-1 lag                       | Frankrike Olivier Lalliet Pierre Labarelle Tony Estanguet                                       | 229,47 | Tyskland Nico Bettge Stefan Pfannmöller Jan Benzien                                                     | 229,90 | Tjeckien Tomáš Indruch Jan Mašek Stanislav Ježek                                                     | 235,10 |
| C-2                           | Tyskland Christian Bahmann Michael Senft                                                        | 224,40 | Slovakien Milan Kubáň Marián Olejník                                                                    | 229,02 | Tyskland Marcus Becker Stefan Henze                                                                  | 230,49 |
| C-2 lag (icke-officiell gren) | Tyskland Christian Bahmann & Michael Senft Kay Simon & Robby Simon Marcus Becker & Stefan Henze | 248,13 | Tjeckien Jaroslav Pospíšil & Jaroslav Pollert Marek Jiras & Tomáš Máder Jaroslav Volf & Ondřej Štěpánek | 260,85 | Frankrike Remy Alonso & Victor Lamy Philippe Quemerais & Yann Le Pennec Cédric Forgit & Martin Braud | 963,28 |
| K-1                           | Fabian Dörfler (GER)                                                                            | 201,35 | Fabien Lefèvre (FRA)                                                                                    | 204,09 | Peter Cibák (SVK)                                                                                    | 207,25 |
| K-1 lag                       | Frankrike Julien Billaut Fabien Lefèvre Benoît Peschier                                         | 218,49 | Italien Pierpaolo Ferrazzi Matteo Pontarollo Daniele Molmenti                                           | 222,08 | Slovenien Andrej Nolimal Dejan Kralj Peter Kauzer                                                    | 223,45 |

### Damer
| Gren    | Guld                                                          | Poäng  | Silver                                                       | Poäng  | Brons                                                          | Poäng  |
| K-1     | Elena Kaliská (SVK)                                           | 219,86 | Mandy Planert (GER)                                          | 222,69 | Peggy Dickens (FRA)                                            | 229,38 |
| K-1 lag | Tjeckien Irena Pavelková Marcela Sadilová Štěpánka Hilgertová | 254,37 | Storbritannien Heather Corrie Kimberley Walsh Laura Blakeman | 260,57 | Österrike Julia Schmid Corinna Kuhnle Violetta Oblinger-Peters | 277,54 |